# Seznam zápasů švédské fotbalové reprezentace na MS
Švédská fotbalová reprezentace byla celkem 12x na mistrovstvích světa ve fotbale a to v letech 1934, 1938, 1950, 1958, 1970, 1974, 1978, 1990, 1994, 2002, 2006, 2018.
- Aktualizace po MS 2018 - Počet utkání - 52 - Vítězství - 20x - Remízy - 12x - Prohry - 20x

| Číslo | Soupeř            | Výsledek                       | MS      | Fáze turnaje             | Góly Švédska |
| ----- | ----------------- | ------------------------------ | ------- | ------------------------ | --- |
| 1.    | Argentina         | 3 – 2                          | MS 1934 | první kolo               | Sven Jonasson (2), Knut Kroon                                                                                        |
| 2.    | Německo           | 1 – 2                          | MS 1934 | čtvrtfinále              | Gösta Dunker |
| 3.    | Rakousko          | zrušeno kvůli anšlusu Rakouska | MS 1938 | první kolo               | Ne |
| 4.    | Kuba              | 8 – 0                          | MS 1938 | čtvrtfinále              | Tore Keller (3), Gustav Wetterström (3), Arne Nyberg Harry Andersson                                                 |
| 5.    | Maďarsko          | 1 – 5                          | MS 1938 | semifinále               | Arne Nyberg |
| 6.    | Brazílie          | 2 – 4                          | MS 1938 | o 3. místo               | Sven Jonasson, Arne Nyberg                                                                                           |
| 7.    | Itálie            | 3 – 2                          | MS 1950 | základní skupina 3       | Hasse Jeppson (2), Sune Andersson                                                                                    |
| 8.    | Paraguay          | 2 – 2                          | MS 1950 | základní skupina 3       | Stig Sundqvist, Karl-Erik Palmér                                                                                     |
| 9.    | Brazílie          | 1 – 7                          | MS 1950 | finálová skupina         | Sune Andersson (penalta)                                                                                             |
| 10.   | Uruguay           | 2 – 3                          | MS 1950 | finálová skupina         | Karl-Erik Palmér, Stig Sundqvist                                                                                     |
| 11.   | Španělsko         | 3 – 1                          | MS 1950 | finálová skupina         | Stig Sundqvist, Bror Mellberg, Karl-Erik Palmér                                                                      |
| 12.   | Mexiko            | 3 – 0                          | MS 1958 | základní skupina C       | Agne Simonsson (2), Nils Liedholm (penalta)                                                                          |
| 13.   | Maďarsko          | 2 – 1                          | MS 1958 | základní skupina C       | Kurt Hamrin (2) |
| 14.   | Wales             | 0 – 0                          | MS 1958 | základní skupina C       | Ne |
| 15.   | Sovětský svaz     | 2 – 0                          | MS 1958 | čtvrtfinále              | Kurt Hamrin, Agne Simonsson                                                                                          |
| 16.   | SRN               | 3 – 1                          | MS 1958 | semifinále               | Lennart Skoglund, Gunnar Gren, Kurt Hamrin                                                                           |
| 17.   | Brazílie          | 2 – 5                          | MS 1958 | finále                   | Nils Liedholm, Agne Simonsson                                                                                        |
| 18.   | Itálie            | 0 – 1                          | MS 1970 | základní skupina B       | Ne |
| 19.   | Izrael            | 1 – 1                          | MS 1970 | základní skupina B       | Tom Turesson |
| 20.   | Uruguay           | 1 – 0                          | MS 1970 | základní skupina B       | Ove Grahn |
| 21.   | Bulharsko         | 0 – 0                          | MS 1974 | základní skupina 3       | Ne |
| 22.   | Nizozemsko        | 0 – 0                          | MS 1974 | základní skupina 3       | Ne |
| 23.   | Uruguay           | 3 – 0                          | MS 1974 | základní skupina 3       | Ralf Edström (2), Roland Sandberg                                                                                    |
| 24.   | Polsko            | 0 – 1                          | MS 1974 | semifinálová - skupina B | Ne |
| 25.   | SRN               | 2 – 4                          | MS 1974 | semifinálová - skupina B | Ralf Edström, Roland Sandberg                                                                                        |
| 26.   | Jugoslávie        | 2 – 1                          | MS 1974 | semifinálová - skupina B | Ralf Edström, Conny Torstensson                                                                                      |
| 27.   | Brazílie          | 1 – 1                          | MS 1978 | základní skupina 3       | Thomas Sjöberg |
| 28.   | Rakousko          | 0 – 1                          | MS 1978 | základní skupina 3       | Ne |
| 29.   | Španělsko         | 0 – 1                          | MS 1978 | základní skupina 3       | Ne |
| 30.   | Brazílie          | 1 – 2                          | MS 1990 | základní skupina C       | Tomas Brolin |
| 31.   | Skotsko           | 1 – 2                          | MS 1990 | základní skupina C       | Glenn Strömberg |
| 32.   | Kostarika         | 1 – 2                          | MS 1990 | základní skupina C       | Johnny Ekström |
| 33.   | Kamerun           | 2 – 2                          | MS 1994 | základní skupina B       | Roger Ljung, Martin Dahlin                                                                                           |
| 34.   | Rusko             | 3 – 1                          | MS 1994 | základní skupina B       | Tomas Brolin (penalta), Martin Dahlin (2)                                                                            |
| 35.   | Brazílie          | 1 – 1                          | MS 1994 | základní skupina B       | Kennet Andersson |
| 36.   | Saúdská Arábie    | 3 – 1                          | MS 1994 | osmifinále               | Martin Dahlin, Kennet Andersson (2)                                                                                  |
| 37.   | Rumunsko          | 2 – 2 (PP) (pen. 5 - 4)        | MS 1994 | čtvrtfinále              | Tomas Brolin, Kennet Andersson penalty: Kennet Andersson, Tomas Brolin, Klas Ingesson, Roland Nilsson Henrik Larsson |
| 38.   | Brazílie          | 0 – 1                          | MS 1994 | semifinále               | Ne |
| 39.   | Bulharsko         | 4 – 0                          | MS 1994 | o 3. místo               | Tomas Brolin, Håkan Mild, Henrik Larsson, Kennet Andersson                                                           |
| 40.   | Anglie            | 1 – 1                          | MS 2002 | základní skupina F       | Niclas Alexandersson                                                                                                 |
| 41.   | Nigérie           | 2 – 1                          | MS 2002 | základní skupina F       | Henrik Larsson (1 + 1 penalta)                                                                                       |
| 42.   | Argentina         | 1 – 1                          | MS 2002 | základní skupina F       | Anders Svensson |
| 43.   | Senegal           | 1 – 2                          | MS 2002 | osmifinále               | Henrik Larsson |
| 44.   | Trinidad a Tobago | 0 – 0                          | MS 2006 | základní skupina B       | Ne |
| 45.   | Paraguay          | 1 – 0                          | MS 2006 | základní skupina B       | Fredrik Ljungberg |
| 46.   | Anglie            | 2 – 2                          | MS 2006 | základní skupina B       | Marcus Allbäck, Henrik Larsson                                                                                       |
| 47.   | Německo           | 0 – 2                          | MS 2006 | osmifinále               | Ne |
| 48.   | Jižní Korea       | 1 – 0                          | MS 2018 | základní skupina F       | Andreas Granqvist (penalta)                                                                                          |
| 49.   | Německo           | 1 – 2                          | MS 2018 | základní skupina F       | Ola Toivonen |
| 50.   | Mexiko            | 3 – 0                          | MS 2018 | základní skupina F       | Ludwig Augustinsson, Andreas Granqvist (penalta), Edson Álvarez (vlastní branka Mexika)                              |
| 51.   | Švýcarsko         | 1 – 0                          | MS 2018 | osmifinále               | Emil Forsberg |
| 52.   | Anglie            | 0 – 2                          | MS 2018 | čtvrtfinále              | Ne |